# وایت نویز (ترانه)
وایت نویز (به انگلیسی: White Noise) که نامی برگرفته از یک اصطلاح موسیقی دارد، ترانهای است از لینکین پارک، گروه راک آمریکایی. این ترانه در ۱۷ اکتبر ۲۰۱۴ پخش شد. این ترانه برای یک فیلم منتشر شد.

## پیشینه پخش
| منطقه | تاریخ         | فرمت            | برچسب                               |
| ----- | ------------- | --------------- | ----------------------------------- |
| جهانی | ۱۷ اکتبر ۲۰۱۴ | دانلود دیجیتالی | - وارنر برادرز. رکوردز - ماشین شاپ. |